# Nerine bowdenii

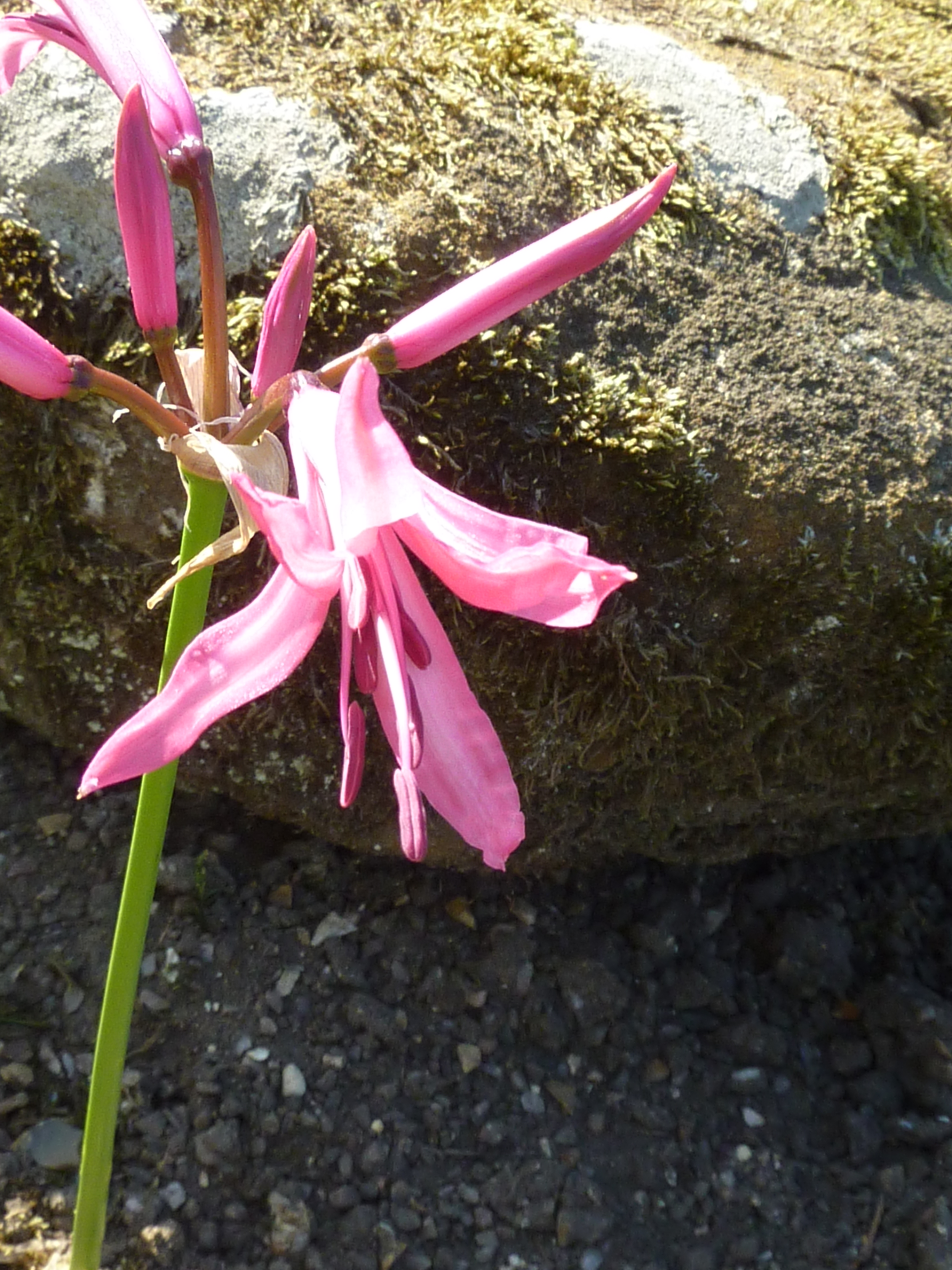
Flor

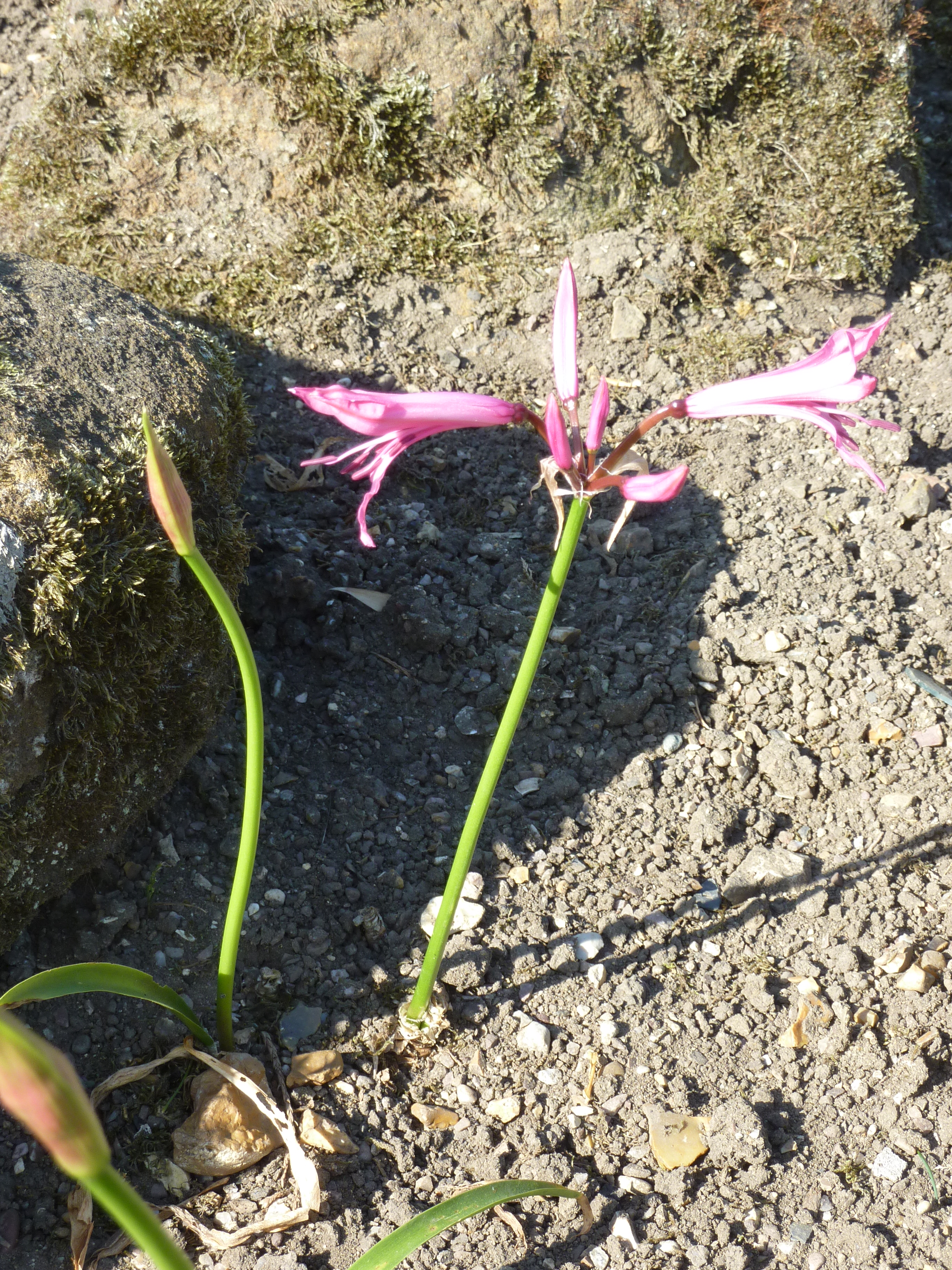
Al seu hàbitat

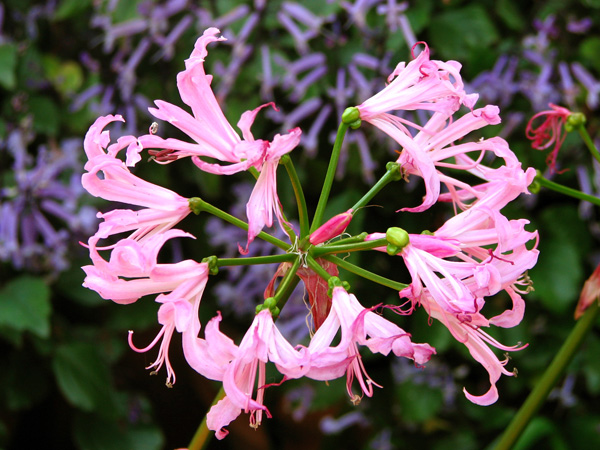
Inflorescència

Nerine bowdenii és una espècie de planta fanerògama de la família de les amaril·lidàcies, originària de Sud-àfrica (Província Oriental del Cap). És una herbàcia bulbosa perenne, que creix fins a 45 cm d'alt per 8 cm d'ample, amb fulles en forma de cinta i grans umbel·les de flors de color rosa com lliris a finals d'estiu i tardor.

## Descripció
N. bowdenii té bulbs de 12 a 14 cm de circumferència. Els bulbs tenen "la forma de les antigues ampolles de Chianti". La planta compta amb 8 o més flors feblement perfumades de color rosa brillant, assemblant-se a lliris finament tallats. Pel fet que les fulles no apareixen fins a la primavera, aquesta espècie pot tolerar temperatures més baixes que la majoria de les espècies en el gènere Nerine.

## Cultiu
Nerine bowdenii és àmpliament conreada a les regions temperades, i requereix calor i refugi en zones més fredes, però és bastant resistent, podent suportar temperatures de -15 °C. Ha de ser plantat i no poden ser pertorbats per diversos anys, i floreix millor quan s'estrenyen els bulbs. L'espècie creix millor amb calor i sòl ben drenat. No obstant això, no tolerarà el clima tropical o molt humit. Es suggereix que Colchicum i Ciclamen són bones opcions de plantes de companyia per créixer amb aquesta espècie.
Aquesta planta ha guanyat el premi Award of Garden Merit de la Royal Horticultural Society.

## Bioquímica
Els bulbs de Nerine bowdenii contenen un inhibidor de l'acetilcolinesterasa, anomenat ungeremina que pot ser adequat com a tractament per a la malaltia de l'Alzheimer. Ungeremina també s'ha aïllat de Ungernia minor, Ungernia spiralis, Zephyranthes flava, Crinum asiaticum, Crinum augustum, Pancratium maritimum i Hippeastrum solandriflorum. Els bulbs també contenen alcaloides.

## Taxonomia
Nerine bowdenii va ser descrita per William Watson i publicada a The Gardeners' Chronicle & Agricultural Gazette III, 1904(2): 365. 1904.

### Etimologia
- Nerine: nom genèric que prové de la mitologia grega, on Nerine era una nimfa de la mar, protectora dels mariners i dels seus vaixells. Quan William Herbert va escollir el nom d'aquesta nimfa per anomenar la primera espècie del gènere Nerine (Nerine sarniensis) va fer al·lusió a la història que explica com aquesta espècie sud-africana va arribar a l'illa de Guernsey al Canal de la Mànega. Es diu que un vaixell que portava caixes amb bulbs d'aquesta espècie amb destinació als Països Baixos va naufragar prop d'aquestes illes. D'alguna manera les caixes van arribar a l'illa de Guernsey i els bulbs van aconseguir establir-se i multiplicar-se a les seves costes.[13]
- bowdenii: epítet que escollit en honor d'Athelstan Salón Cornish-Bowden (1871-1942), que havia enviat els bulbs de la planta a Anglaterra des de Sud-àfrica.[14][3]

### Sinonímia
- Nerine veitchii auct.[15]